# Kim Byung-suk
Kim Byung-suk (김병석?, 金秉析?; Seul, 17 settembre 1985) è un ex calciatore sudcoreano, di ruolo centrocampista.